# Antje Krug
Antje Krug (* 30. Juli 1940 in Schwelm) ist eine deutsche Klassische Archäologin.

## Leben
Nach dem Besuch des Gymnasiums in Schwelm studierte sie ab dem Sommersemester 1959 Klassische Archäologie, Alte Geschichte und Ägyptologie in Mainz, Marburg und München. Am 16. Dezember 1967 wurde sie mit einer Dissertation über „Binden in der griechischen Kunst“ an der Universität Mainz bei Frank Brommer promoviert. 1969/70 erhielt sie das Reisestipendium des Deutschen Archäologischen Instituts. Es folgte ein Volontariat an der Antikenabteilung der Staatlichen Kunstsammlungen Kassel. Von 1975 bis zu ihrer Pensionierung 2005 arbeitete sie an der Zentrale des Deutschen Archäologischen Instituts in Berlin. Von 1975 bis 1987 war sie dort für die Leitung der Bibliothek verantwortlich, von 1982 bis 2005 für die Leitung des Archivs. Von 1987 bis 2005 war sie als Referentin beim Präsidenten tätig. Wissenschaftliche Schwerpunkte Krugs sind die medizinhistorische Archäologie, Forschungen zur antiken Glyptik, besonders auch die Wiederverwendung antiker Gemmen an mittelalterlichen Goldschmiedearbeiten sowie die Bearbeitung der Kleinfunde von Munigua (Mulva).

## Schriften (Auswahl)
- Binden in der griechischen Kunst. Untersuchungen zur Typologie (6.–1. Jahrhundert v. Chr.). Dissertation Universität Mainz 1967.
- Ägyptische Kleinkunst. Staatliche Kunstsammlungen, Kassel 1971.
- Ägypten. Liebieghaus, Frankfurt am Main 1976.
- Die Sahure-Reliefs (= Liebieghaus Monographie Nr. 3). Liebieghaus, Frankfurt am Main 1978.
- Der Fries des Tempels am Ilissos. In: Antike Plastik. Lieferung 18, Gebr. Mann, Berlin 1979, ISBN 3-7861-1225-8, S. 7–21.
- Antike Gemmen im Römisch-Germanischen Museum Köln (= Wissenschaftliche Kataloge des Römisch-Germanischen Museums, Köln 4). Zabern, Mainz 1981 (= Bericht der Römisch-Germanischen Kommission Band 61, 1980, S. 153–260 Taf. 64–137).
- Heilkunst und Heilkult. Medizin in der Antike. C. H. Beck, München 1985, 2. durchgesehene und erweiterte Auflage 1993, ISBN 3-406-30144-4.
- Römische Gemmen im Rheinischen Landesmuseum Trier (= Schriftenreihe des Rheinischen Landesmuseums Trier. 10). Rheinisches Landesmuseum, Trier 1995, ISBN 3-487-10211-0.
- Die Berliner Nereidenschale aus Bergkristall (= Winckelmannsprogramme der Archäologischen Gesellschaft zu Berlin. 137). Walter de Gruyter, Berlin 1998, ISBN 3-11-016401-9.
- Das Berliner Arztrelief (= Winckelmannsprogramme der Archäologischen Gesellschaft zu Berlin. 142). Walter de Gruyter, Berlin 2008, ISBN 978-3-11-020392-9.
- Die Kleinfunde – Los Hallazgos Menores (= Mulva. 6). Reichert, Wiesbaden 2018, ISBN 978-3-95490-237-8.